# Weißstrichel-Drosselhäherling

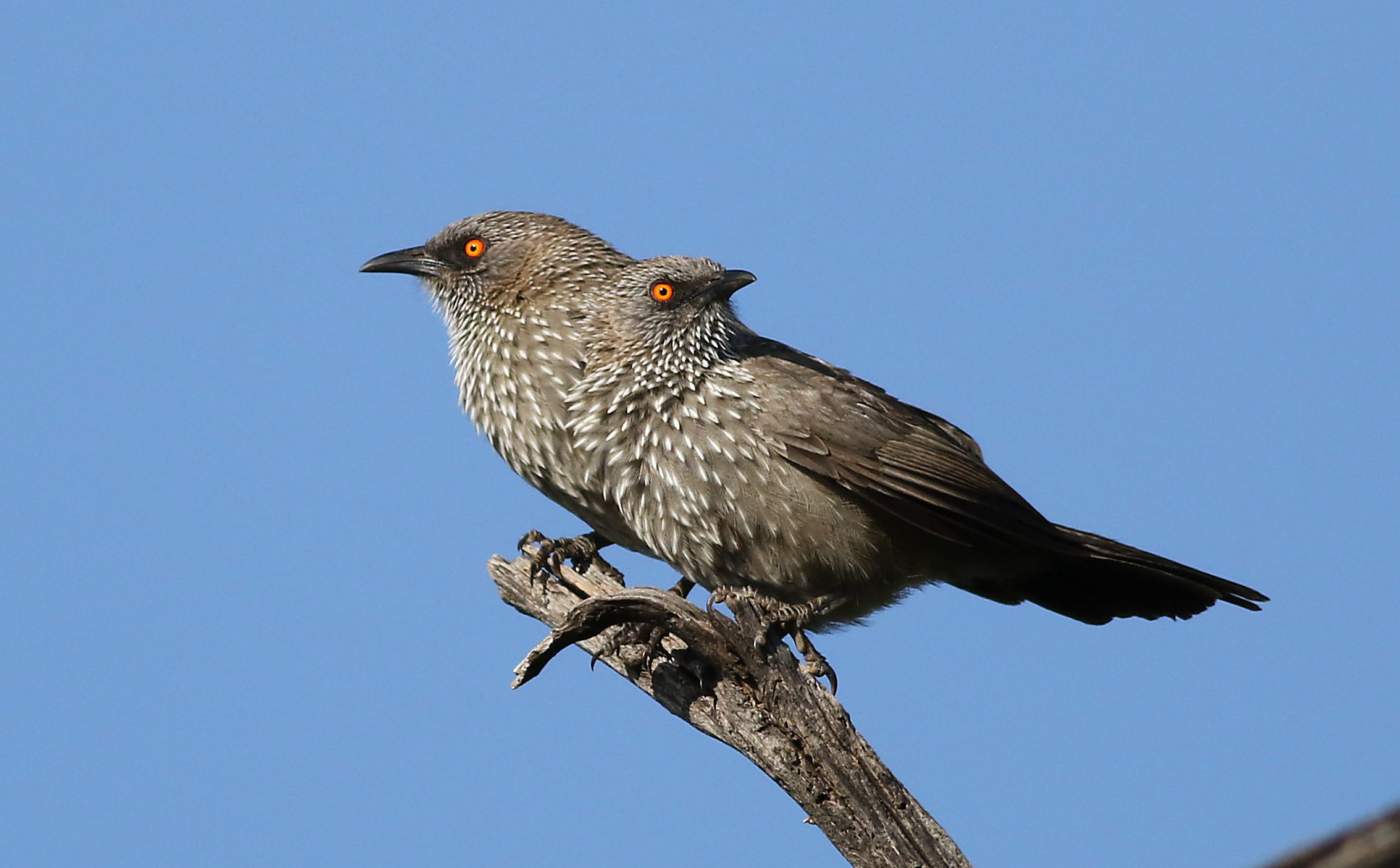
Zwei Weißstrichel-Drosselhäherlinge

Der Weißstrichel-Drosselhäherling (Turdoides jardineii), auch Braundrossling genannt, ist eine Vogelart aus der Familie der Häherlinge (Leiothrichidae).

## Beschreibung
Der Weißstrichel-Drosselhäherling besitzt ein gleichmäßig dunkelbraunes Gefieder, das auf der Brust mit weißen Strichen durchsetzt ist. Charakteristisch ist das gelbe Auge mit rotem Rand. Das ausgewachsene Tier erreicht eine Größe von 21 bis 24 cm.
Das Erscheinungsbild von männlichen und weiblichen Vögeln ist gleich. Jungvögel haben ein braunes statt gelbes Auge. Zudem ist die weiße Strichmusterung auf der Brust weniger stark ausgeprägt.

## Lebensraum
Der Weißstrichel-Drosselhäherling ist in Waldgebieten und Buschland zu finden. Sein Verbreitungsgebiet ist das südöstliche Afrika (nordöstliches Südafrika, östliches Botswana, Simbabwe, südliches Mosambik). Er ist weit verbreitet und nicht gefährdet. Der Braundrossling lebt in Gruppen von bis zu zwölf Vögeln. Der Weißstrichel-Drosselhäherling wird besonders häufig vom Kapkuckuck parasitiert, einer in Afrika weit verbreiteten Kuckucksart, die zu den obligatorischen Brutschmarotzern gehört.

## Einzelbelege
1. ↑  Johannes Erhitzøe, Clive F. Mann, Frederik P. Brammer, Richard A. Fuller: Cuckoos of the World. Christopher Helm, London 2012, ISBN 978-0-7136-6034-0, S. 268.